# Parafia Matki Bożej Nieustającej Pomocy w Lubartowie
Parafia Matki Bożej Nieustającej Pomocy w Lubartowie – parafia rzymskokatolicka w Lubartowie. W roku 1982 została wydzielona z Parafii św. Anny w Lubartowie.
Proboszczem od 2017 roku jest ks. Andrzej Sarna.

## Zasięg parafii
Do parafii należą wierni z następujących miejscowości: Annobór-Kolonia, Annobór, Lubartów, Łucka-Kolonia